# Treyvaux
Treyvaux is een gemeente en plaats in het Zwitserse kanton Fribourg, en maakt deel uit van het district Saane/Sarine.
Treyvaux telt 1.448 inwoners.